# Cephalocoema centurioni
Cephalocoema centurioni is een rechtvleugelig insect uit de familie Proscopiidae. De wetenschappelijke naam van deze soort is voor het eerst geldig gepubliceerd in 1976 door Piza.